# Херсонская область
Херсо́нская о́бласть (укр. Херсо́нська о́бласть), разг. Херсо́нщина (укр. Херсо́нщина) — административно-территориальная единица Украины, расположенная на юге страны, по двум берегам нижнего течения Днепра.
На западе граничит с Николаевской областью, на севере — с Днепропетровской областью, на востоке — с Запорожской областью, на юге — с Автономной Республикой Крым. Омывается Чёрным и Азовским морями.
Площадь области составляет 28,4 тыс. км² (7-е место на Украине), население на начало 2022 года оценивалось в 1,0 млн человек (21-е место). Административный центр и крупнейший город — Херсон, другие крупные города — Новая Каховка, Каховка и Алёшки.
Область была образована в 1944 году выделением из Запорожской области Украинской ССР после освобождения от немецкой оккупации.
В результате вторжения России на Украину с конца февраля 2022 года бо́льшая часть области находится под российской оккупацией. 30 сентября того же года Россия объявила об аннексии области. В ходе контрнаступления ВСУ к 6 октября Украина вернула под свой контроль более 400 км2 территории области. 11 ноября украинские войска зашли в сам Херсон. Перед оставлением города российские войска разрушили его основную инфраструктуру, включая энерго- и водоснабжение.

## Физико-географическая характеристика

### Географическое положение
Территория Херсонской области составляет 28 461 км², протяжённость с севера на юг — 180 км, с запада на восток — 258 км.
Область расположена в степной зоне, на нижнем течении реки Днепр. На территории области протекает 19 рек, из них самые крупные: Днепр — 178 км, Ингулец — 180 км. Река Днепр разделяет область на две части — правобережную и левобережную, которую также называют Северной Таврией.
Омывается Чёрным морем на юго-западе и Азовским — на юго-востоке. На севере регион граничит с Днепропетровской областью, на востоке — с Запорожской, на западе — с Николаевской, на юге — с (Автономной) Республикой Крым.
Главной особенностью географического расположения является выход к Азово-Черноморскому бассейну и Днепровской водной магистрали. Это открывает широкие возможности для дальнейшего развития морских и речных перевозок, индустрии отдыха.

### Климат
Климат Херсонской области — умеренно континентальный, засушливый. Среднемесячные температуры: в июле +25,4 °C, в январе −2,1 °C. В отдельные дни летом температура может достигать 40 °C, а зимой −20 °C. Длительность безморозного периода — 179 дней в году. Среднегодовое количество осадков составляет от 320 мм до 400 мм.

### Острова
В Херсонской области есть острова:
В долине и дельте реки Днепр:
- Карантинный
- Потёмкинский (Большой Потёмкин)
- Потёмкинский малый
- Круглик
- Белогрудов
- Белогрудов малый
- Красниковский
- Черкесский
- Гапский
- Нестрига
- Козулихский
- Забич
- Домахский
- Великий
- Странка
- Васильков
- Прорежанский
- Бакайский
- Толока
- Молодяги
- Створный
- Ковтуновский
- Сладкий
- Гадючая коса
- Соколин малый
- Соколин большой
- Мартыновская коса
- Борщовый
- Касперовский малый (Сомарчук)

На Азовском море:
- Бирючий

В заливе Сиваш:
- Верблюдка
- Верблюжий
- Камыши
- Китай
- Крячиный
- Куюк-Тук
- Папанин
- Русский
- Чурюк

На Чёрном море:
- Бабин
- Джарылгач
- Конский
- Орлов
- Смоленый
- Тендровская коса
- Егорлыцкие острова
- Каланчакские острова
- Устричные острова

### Реки
В Херсонской области есть реки:
- Днепр
- Кошевая
- Казак
- Рвач (по рукаву Рвач проходят морские суда в порт Херсон)
- Литвинка
- Ольховая
- Домаха
- Свинячка
- Бакай
- Конка
- Чайка (Алёшки)
- Пудовая протока (разрезает остров Потёмкинский)
- Верёвчина (между Камышанами и Херсоном)
- Ингулец
- Каланча (Каланчак)
- Балка Большие Серогозы

### Почвы
На севере Херсонской области в основном имеют место южные чернозёмы с лесовыми почвами. На юге они переходят в тёмно-каштановые и каштановые почвы, которые расположены вместе с солонцами. Для побережья Чёрного и Азовского морей характерны солонцы.

## История
Первые следы человека на территории современной Херсонской области относятся к 10—5 тыс. до н. э. В 3-м — нач. 2-го тыс. до н. э. большую часть степи занимали скотоводческие племена. В конце 4-го — нач. 1-го тыс. до н. э. территория начинает заселяться значительно гуще. В VI—III веках до н. э. киммерийцев вытеснили и частично подчинили новые кочевые племена скифов, образовавших собственное государство — Скифию.
В честь посёлка Сивашовка, где было найдено несколько характерных могил, получили название памятники типа Сивашовки 2-й половины VII века — начала VIII века.
Позднее, в IX веке, с возникновением Киевской Руси Днепр становится частью торгового пути «из варяг в греки». Приоткрывается выход к Чёрному морю.

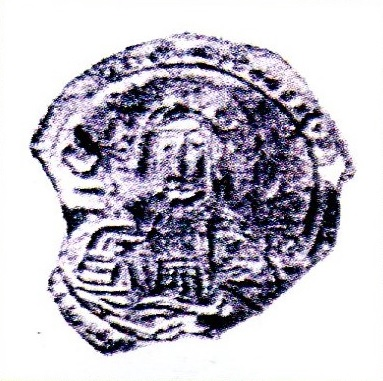
Сребреник князя Владимира Святославича из Раденска

На территории села Раденск найден сребреник князя Владимира Святославича. В 1084 году князь Давыд Игоревич, «скитаясь в южной России и вне пределов её, завладел Олешьем, греческим городом близ устья Днепровского, и нагло ограбил там многих купцов». В 1159 году сообщается о захвате Олешья берладниками.
С основанием Запорожской сечи Нижнее Поднепровье начали заселять казаки, которые обороняли край от турецко-татарских захватчиков.

### Период Великой Отечественной войны и создание области (1941—1944)
В начале Великой Отечественной войны территория современной Херсонской области была оккупирована войсками нацистской Германии и гитлеровской коалиции и вошла в состав «Рейхскомиссариата Украина» — административной единицы Великогерманского рейха.
В период оккупации на территории «Рейхскомиссариата» развернулась работа советских партизанских отрядов, которые контролировали значительную часть оккупированной территории и препятствовали снабжению техникой и продовольствием подразделений немецких войск.
Как свидетельствует рассекреченное Министерством обороны Российской Федерации политдонесение начальника политуправления 3-го Украинского фронта генерал-лейтенанта Михаила Рудакова начальнику Главного политического управления Красной армии генерал-полковнику Александру Щербакову, на территории Херсонской области были замучены и казнены десятки тысяч мирных жителей.
13 марта 1944 года город Херсон в ходе Березнеговато-Снигирёвской наступательной операции (6—18 марта 1944 года) был освобождён войсками Красной армии. В тот же день диктор Всесоюзного радио Гостелерадио СССР Юрий Левитан зачитал в эфире оперативную сводку «Советского информбюро», в которой сообщил об освобождении Херсона, назвав город областным центром, что не соответствовало действительности. Иосиф Сталин, узнав об этом, сказал приблизительно следующее: «Говорите, нет Херсонской области? Значит будет». Чтобы зачитанная сводка не считалась дезинформацией, Сталин приказал создать Херсонскую область.
30 марта 1944 года Указом Президиума Верховного совета СССР «Об образовании Херсонской области в составе Украинской ССР» Херсонская область была создана. В состав области вошли город Херсон и Белозёрский, Бериславский, Больше-Александровский, Голопристанский, Горностаевский, Каланчакский, Калининдорфский (переименованный в Калининский, ликвидированный в 1962 году), Каховский, Ново-Воронцовский, Скадовский, Херсонский (в составе Херсонской области назывался Херсонсельский, ликвидированный в 1962 году), Чаплынский и Цюрупинский районы, выделенные из состава Николаевской области, а также Больше-Лепетихский, Генический, Ивановский, Нижне-Серогозский, Ново-Троицкий и Сивашский (ликвидированный в 1962 году) районы, выделенные из состава Запорожской области Украинской ССР.

### Российская оккупация
24 февраля 2022 года в ходе вторжения России в Украину на юг области вошли российские войска. К концу февраля большая часть области, включая Херсон, была занята российскими войсками.
В марте и апреле в Херсоне и других городах области прошли проукраинские митинги, которые разгонялись российской армией.

Светло-красным выделены контролируемые Россией территории области

26 апреля председатель Херсонской ОГА Геннадий Лагута сообщил, что российские военные провели в городском совете Херсона, помещение которого было захвачено ими накануне, специальное заседание. В тот же день российским государственным информационным агентством РИА Новости было объявлено о том, что в Херсоне и Херсонской области «назначены новые руководители». Лагута отметил, что назначения незаконны.
23 мая руководитель российской оккупационной ВГА Херсонской области Владимир Сальдо заявил, что регион официально становится бивалютной зоной.
25 мая президент РФ Владимир Путин издал указ об упрощённом предоставлении российских паспортов жителям Херсонской области. Население региона сможет получить паспорта РФ по той же процедуре, что и жители Донецкой и Луганской областей.
16 июня замглавы российской оккупационной ВГА Херсонской области сообщил о том, что дети, родившиеся в регионе после 24 февраля, а также дети-сироты будут автоматически получать гражданство Российской Федерации. По его словам, в области подано свыше 10 000 заявок на оформление российских паспортов.
29 июня Кирилл Стремоусов заявил о том, что в Херсонской области началась подготовка к «референдуму о присоединении к России».
4 июля российской оккупационной ВГА Херсонской области было объявлено о создании регионального правительства. Его главой стал Сергей Елисеев — бывший замглавы Калининградской области, отслуживший в Федеральной службе безопасности. Вице-премьерами назначены Алексей Ковалёв — бывший депутат Верховной Рады Украины из президентской фракции «Слуга народа», а также россиянин из Калининграда Владимир Беспалов. Пост министра науки и образования области занял экс-замглавы администрации Каширы Михаил Родиков.
С 23 сентября по 27 сентября 2022 года в оккупированной Россией части Херсонской области с целью аннексии проводился «референдум». По заявлениям установленных Россией избирательных комиссий, 87 % бюллетеней в Херсонской области поддержали аннексию области Россией.
29 сентября президент России Владимир Путин подписал указ, в котором признал Херсонскую область независимым государством. Это было формальным шагом к аннексии украинских территорий, объявленной на следующий день.

## Население
Численность населения области на 1 января 2020 года составляла 1 027 913 человек, в том числе городского населения 631 317 человек, или 61,4 %, сельского — 396 596 человек, или 38,6 %.
| Численность постоянного населения | Численность постоянного населения | Численность постоянного населения | Численность постоянного населения | Численность постоянного населения | Численность постоянного населения | Численность постоянного населения | Численность постоянного населения | Численность постоянного населения | Численность постоянного населения |
|                                   |                                   | 1926                              | 1939                              | 1941                              | 1944                              | 1959                              | 1970                              | 1979                              | 1989                              |
| --------------------------------- | --------------------------------- | --------------------------------- | --------------------------------- | --------------------------------- | --------------------------------- | --------------------------------- | --------------------------------- | --------------------------------- | --------------------------------- |
|                                   |                                   | 736 000                           | ↗743 000                          | ↗780 800                          | ↗502 800                          | ↗824 167                          | ↗1029 988                         | ↗1 163 435                        | ↗1 236 970                        |
| 1990                              | 1991                              | 1992                              | 1993                              | 1994                              | 1995                              | 1996                              | 1997                              | 1998                              | 1999                              |
| ↗1 244 316                        | ↗1 252 444                        | ↗1 262 103                        | ↗1 271 641                        | ↘1 270 956                        | ↘1 262 119                        | ↘1 250 649                        | ↘1 238 034                        | ↘1 227 678                        | ↘1 215 806                        |
| 2000                              | 2001                              | 2002                              | 2003                              | 2004                              | 2005                              | 2006                              | 2007                              | 2008                              | 2009                              |
| ↘1 202 837                        | ↘1 187 119                        | ↘1 172 689                        | ↘1 159 940                        | ↘1 148 379                        | ↘1 136 751                        | ↘1 125 026                        | ↘1 115 639                        | ↘1 106 070                        | ↘1 097 768                        |
| 2010                              | 2011                              | 2012                              | 2013                              | 2014                              | 2015                              | 2016                              | 2017                              | 2018                              | 2019                              |
| ↘1 091 999                        | ↘1 086 805                        | ↘1 081 935                        | ↘1 076 800                        | ↘1 071 135                        | ↘1 066 444                        | ↘1 060 924                        | ↘1 054 217                        | ↘1 045 549                        | ↘1 036 208                        |
| 2020                              | 2021                              | 2022                              |                                   |                                   |                                   |                                   |                                   |                                   |                                   |
| ↘1 026 481                        | ↘1 015 275                        | ↘ 1 000 500                       |                                   |                                   |                                   |                                   |                                   |                                   |                                   |

### Национальный состав
Показаны народы численностью более 1 тыс. человек по переписи 2001 года.
| Национальность                                         | Численность (тыс. человек) | Процентное отношение |
| ------------------------------------------------------ | -------------------------- | -------------------- |
| Всего                                                  | 1175,1                     | 100 %                |
| Украинцы                                               | 961,6                      | 82,0 %               |
| Русские                                                | 165,2                      | 14,1 %               |
| Белорусы                                               | 8,2                        | 0,7 %                |
| Татары                                                 | 5,4                        | 0,5 %                |
| Армяне                                                 | 4,5                        | 0,4 %                |
| Молдаване                                              | 4,2                        | 0,4 %                |
| Турки                                                  | 3,7                        | 0,3 %                |
| Крымские татары                                        | 2,1                        | 0,2 %                |
| Цыгане                                                 | 1,8                        | 0,1 %                |
| Евреи                                                  | 1,7                        | 0,1 %                |
| Поляки                                                 | 1,6                        | 0,1 %                |
| Немцы                                                  | 1,4                        | 0,1 %                |
| Азербайджанцы                                          | 1,3                        | 0,1 %                |
| Корейцы                                                | 1,2                        | 0,1 %                |
| Болгары                                                | 1,0                        | 0,1 %                |
| Остальные национальности и не указавшие национальность | 5,9                        | 0,5 %                |

### Языковой состав

Языковые группы Российской империи по переписи 1897 года (уезды и города с преобладанием украиноязычного населения жёлтым)

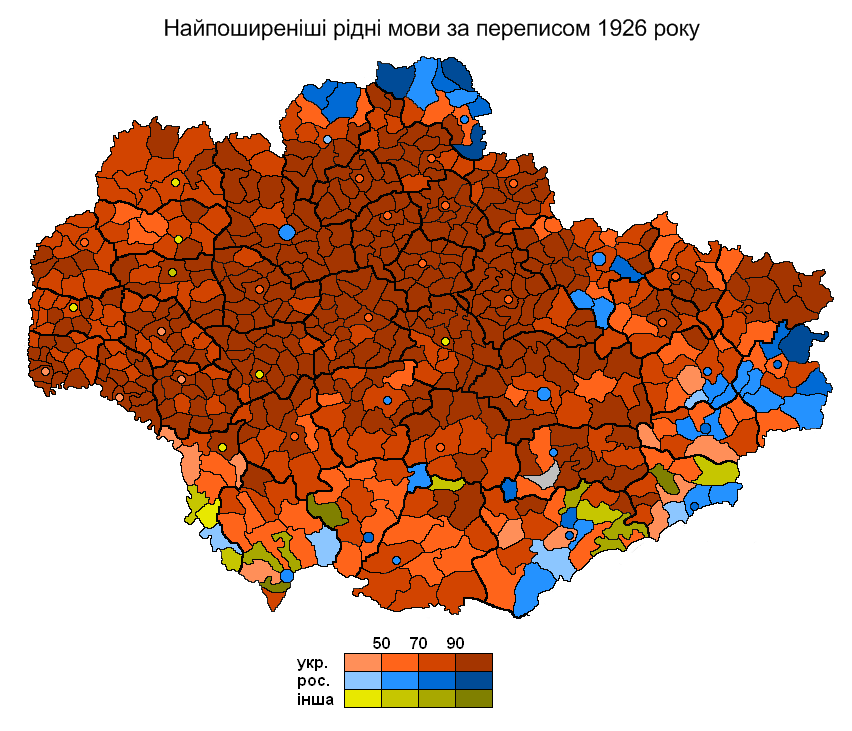
Самый распространённый родной язык в районах Украинской ССР по данным переписи 1926 года

По данным переписи населения Российской империи 1897 года, языковой состав тогдашних административных единиц, территории которых сегодня составляют бо́льшую часть территорий Херсонской области, характеризовался преобладанием украинского языка:
- Днепровский уезд — украинский язык — 73,57 %, русский язык — 19,87 %, идиш — 2,97 %, белорусский язык — 1,42 %, немецкий язык — 1,27 %
  - сельская местность Днепровского уезда — украинский язык — 75,87 %, русский язык — 17,68 %, идиш — 2,74 %, белорусский язык — 1,48 %, немецкий язык — 1,32 %
  - г. Алёшки — русский язык — 69,45 %, украинский язык — 21,68 %, идиш — 8,19 %
- Мелитопольский уезд — украинский язык — 54,94 %, русский язык — 32,80 %, немецкий язык — 5,25 %, идиш — 4,18 %
  - сельская местность Мелитопольского уезда — украинский язык — 56,87 %, русский язык — 32,38 %, немецкий язык — 5,42 %, идиш — 2,67 %
- Херсонский уезд — украинский язык — 55,06 %, русский язык — 24,60 %, идиш — 11,85 %, немецкий язык — 3,45 %, белорусский язык — 2,14 %
  - сельская местность Херсонского уезда — украинский язык — 69,58 %, русский язык — 13,00 %, идиш — 7,52 %, немецкий язык — 4,48 %, белорусский язык — 2,87 %, румынский язык — 1,13 %
  - г. Херсон — русский язык — 47,23 %, идиш — 29,05 %, украинский язык — 19,62 %, польский язык — 1,73 %
  - г. Берислав — украинский язык — 72,86 %, идиш — 21,72 %, русский язык — 4,31 %

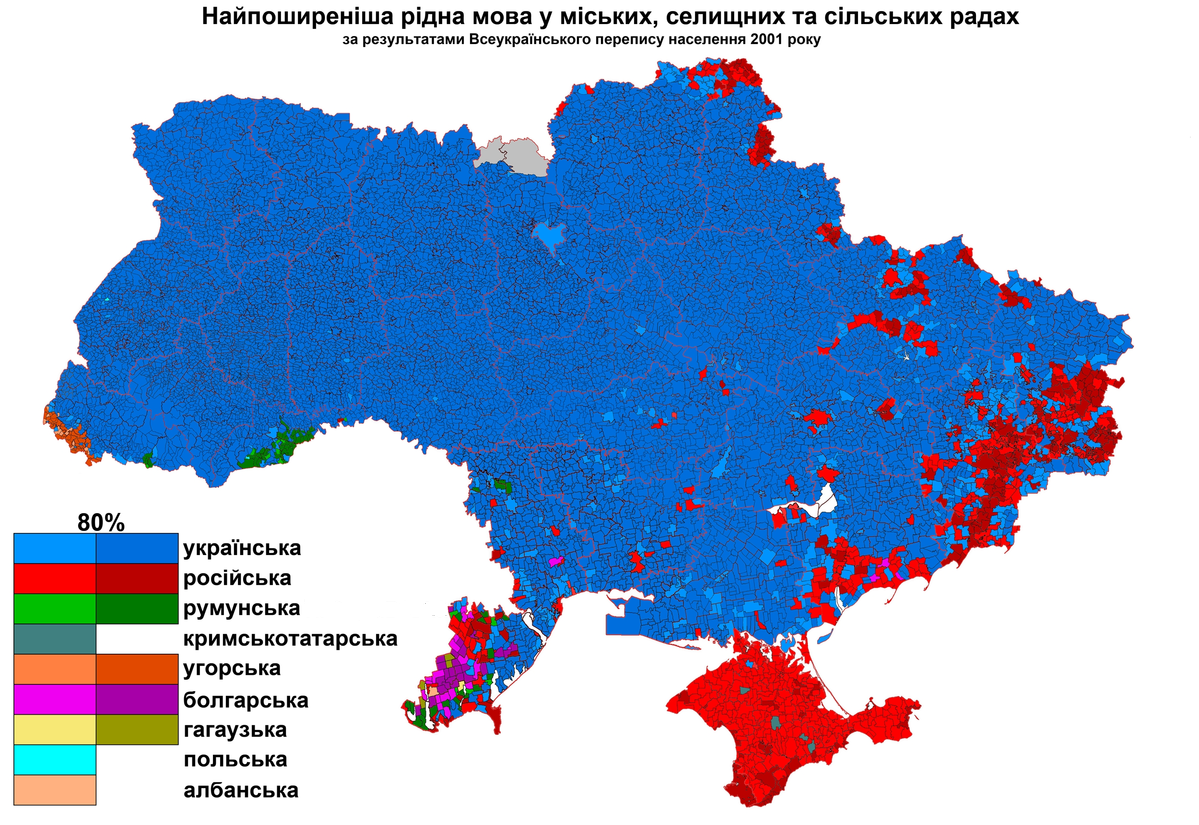
Родные языки населения Украины по переписи 2001 года. В Херсонской области распространение практически сплошного украиноязычия

Вследствие проводимой во времена СССР русификации Украины доля украиноязычных в населении Херсонской области существенно снизилась, а доля русскоязычных — возросла. Родной язык населения области по результатам переписей, %
|            | 1959 | 1970 | 1989 | 2001 |
| ---------- | ---- | ---- | ---- | ---- |
| Украинский | 75,7 | 72,5 | 67,7 | 73,2 |
| Русский    | 22,8 | 26,3 | 30,4 | 24,9 |
| Другие     | 1,5  | 1,2  | 1,9  | 1,8  |

Украинский язык является единственным официальным языком на всей территории Херсонской области.
По данным исследования Киевского международного института социологии, проведённого 8—16 апреля 2014 года, 61,1 % респондентов из Херсонской области не согласились с утверждением о том, что «Россия справедливо защищает интересы русскоязычных граждан на юго-востоке», 23,5 % — согласились. С утверждением о том, что «в Украине ущемляются права русскоязычного населения», не согласились 86,1 % опрошенных, согласились — 11,4 %. С утверждением о том, что в Херсонской области ущемляются права украиноязычного населения, не согласились 96,5 % респондентов, 1,7 % — согласились.
По данным исследования, проведённого социологической службой Центра Разумкова с 11 по 23 декабря 2015 года, 42 % респондентов из Херсонской области считали своим родным языком только украинский, 14 % — только русский, одновременно украинский и русский языки — 41 %. 42 % опрошенных жителей региона считали, что украинский язык должен быть единственным официальным на всей территории Украины. 20 % считали, что украинский язык должен быть единственным государственным, а русский — вторым официальным в некоторых регионах страны. 21 % придерживались мнения, что русскому должен быть предоставлен статус второго государственного языка. Большинство респондентов из Херсонской области согласились с утверждением, что каждый гражданин Украины, независимо от его этнического происхождения, должен владеть украинским языком в объёме, достаточном для повседневного общения, знать основы украинской истории и культуры.
По данным опроса, проведённого Социологической группой «Рейтинг» с 16 ноября по 10 декабря 2018 года в рамках проекта «Портрети Регіонів», 65 % жителей Херсонской области считали, что украинский язык должен быть единственным государственным языком на всей территории Украины. 17 % считали, что украинский язык должен быть единственным государственным языком, а русский — вторым официальным в некоторых регионах страны. 13 % считали, что русский должен стать вторым государственным языком страны. 5 % затруднились с ответом.
10 апреля 2024 года решением Херсонской областной военной администрации в Херсонской области утверждена «Целевая национально-культурная программа развития и функционирования украинского языка как государственного во всех сферах общественной жизни Херсонской области на период до 2030 года», главной целью которой является усиление позиций украинского языка в различных сферах общественной жизни региона.
Согласно опросу, проведённому Социологической группой «Рейтинг» по заказу Transatlantic Dialogue Center 2—4 мая 2024 года, исключительно на украинском языке дома разговаривали 40 % населения свободной от российской оккупации правобережной части Херсонской области (в сельской местности — 60 %, в городской местности без Херсона — 53 %, в Херсоне — 29 %), исключительно на русском — 11 % (в сельской местности — 1 %, в городской местности без Херсона — 6 %, в Херсоне — 15 %), на двух языках — 49 % (в сельской местности — 38 %, в городской местности без Херсона — 41 %, в Херсоне — 56 %). Украинский язык для прохождения интервью выбрали 99 % украиноязычных, 92 % двуязычных и 63 % русскоязычных, русский язык — 37 % русскоязычных, 8 % двуязычных и 1 % украиноязычных.
По данным исследования Центра контент-анализа, проведённого в период с 15 августа по 15 сентября 2024 года, темой которого стало соотношение украинского и русского языков в украинском сегменте социальных сетей, в Херсонской области (в том числе и на оккупированной Россией её части) на украинском языке писалось 55,7 % сообщений (в 2023 году — 52,7 %, в 2022 году — 57,7 %, в 2020 году — 15,4 %), на русском — 44,3 % (в 2023 году — 47,3 %, в 2022 году — 42,3 %, в 2020 году — 84,6 %).
После провозглашения Украиной независимости в области, как и в стране в целом, происходит постепенная украинизация русифицированной в советское время системы образования. Динамика соотношения языков преподавания в учреждениях общего среднего образования в Херсонской области:
| Язык преподавания | Учебный год | Учебный год | Учебный год | Учебный год | Учебный год | Учебный год | Учебный год | Учебный год | Учебный год | Учебный год | Учебный год | Учебный год | Учебный год | Учебный год |
| Язык преподавания | 1991/92     | 1992/93     | 1993/94     | 1994/95     | 1995/96     | 2000/01     | 2005/06     | 2007/08     | 2010/11     | 2012/13     | 2015/16     | 2018/19     | 2021/22     |             |
| ----------------- | ----------- | ----------- | ----------- | ----------- | ----------- | ----------- | ----------- | ----------- | ----------- | ----------- | ----------- | ----------- | ----------- | ----------- |
| Украинский        | 51,7 %      | 56,2 %      | 57,6 %      | 59,9 %      | 60,0 %      | 76,0 %      | 83,0 %      | 84,0 %      | 85,0 %      | 85,0 %      | 84,0 %      | 89,0 %      | 98,67 %     |             |
| Русский           | 48,3 %      | 43,8 %      | 42,2 %      | 40,1 %      | 40,0 %      | 24,0 %      | 17,0 %      | 16,0 %      | 15,0 %      | 15,0 %      | 16,0 %      | 11,0 %      | 1,27 %      |             |

На юге Генического района распространён крымскотатарский язык, существуют классы с преподаванием на нём. На крымскотатарском на начало 2021/22 учебного года получали общее среднее образование 69 учеников (0,06 % учащихся области).
В период с 2012/13 по 2016/17 учебный год в Херсонской области доля учеников, изучающих русский язык либо в русскоязычных классах, либо как отдельный предмет в классах с украинским языком преподавания, сократилась с 54,91 % до 48,60 %.
Россия проводит политику насильственной русификации находящейся под её оккупацией левобережной части области — в школах преподают только на русском языке даже в полностью украиноязычных населённых пунктах, желающие учиться на украинском вынуждены делать это втайне от оккупационных властей. Во время оккупации Херсона в городе уничтожалась украиноязычная литература.

## Административно-территориальное устройство
Административный центр Херсонской области — город Херсон.

### Районы
17 июля 2020 года принято новое деление области на 5 районов:
| № | Район        | Население (тыс. чел.) | Площадь (км²) | Административный центр |
| - | ------------ | --------------------- | ------------- | ---------------------- |
| 1 | Бериславский | 99,1                  | 4760 км²      | г. Берислав            |
| 2 | Генический   | 122,4                 | 3008 км²      | г. Геническ            |
| 3 | Каховский    | 224,7                 | 6395 км²      | г. Новая Каховка       |
| 4 | Скадовский   | 127,0                 | 5244 км²      | г. Скадовск            |
| 5 | Херсонский   | 464,4                 | 3649 км²      | г. Херсон              |

Районы в свою очередь делятся на городские, поселковые и сельские территориальные общины (укр. територіальна громада).
Местное самоуправление в области осуществляет Херсонский областной совет, исполнительную власть — областная государственная администрация. Главой области является председатель облгосадминистрации, назначаемый президентом Украины.

### История деления области
8 декабря 1966 года были образованы Верхнерогачикский, Высокопольский и Каланчакский районы.

Районы Херсонской области до 17 июля 2020 года

До 17 июля 2020 года число административных единиц, местных советов и населённых пунктов составляло:
- районов — 18;
- районов в городах — 3;
- населенных пунктов — 698, в том числе:
  - сельских — 658;
  - городских — 40, в том числе:
    - посёлков городского типа — 31;
    - городов — 9, в том числе:
      - городов областного значения — 4;
      - городов районного значения — 5;
- сельских советов — 259.

До 17 июля 2020 года в области было 18 районов:
| - Алёшковский район - Белозёрский район - Бериславский район - Великоалександровский район - Великолепетихский район - Верхнерогачикский район - Высокопольский район - Генический район - Голопристанский район | - Горностаевский район - Ивановский район - Каланчакский район - Каховский район - Нижнесерогозский район - Нововоронцовский район - Новотроицкий район - Скадовский район - Чаплинский район |

Статусы городов до 17 июля 2020 года:
| Города областного значения: - Херсон - Каховка - Новая Каховка - Голая Пристань |  | Города районного значения: - Алёшки - Берислав - Геническ - Скадовск - Таврийск |

## Экономика
| N | показатель              | единицы          | значение, 2014 г |
| - | ----------------------- | ---------------- | ---------------- |
| 1 | Экспорт товаров         | млн долларов США | 360,0            |
| 2 | Уд.вес в общеукраинском | %                | 0,7              |
| 3 | Импорт товаров          | млн долларов США | 186,1            |
| 4 | Уд.вес в общеукраинском | %                | 0,3              |
| 5 | Сальдо экспорт-импорт   | млн долларов США | 173,9            |
| 6 | Капитальные инвестиции  | млн гривен       | 1917,8           |
| 7 | Средняя зарплата        | грн              | 2617             |
| 8 | Средняя зарплата        | долларов США     | 220,2            |

По материалам Комитета статистики Украины (укр.) и Главного управления статистики в Херсонской области (укр.).

### Транспорт
Автомобильный

Стела Херсонской области на дороге М-14

По территории Херсонской области проходят:
- автодорога М-14;
- автомагистраль E 58;
- автомагистраль E 97;
- автомагистраль E 105.

Железнодорожный
В Херсонской области находятся железные дороги, принадлежащие государственной администрации «Укрзалізниця» и относящиеся к Одесской железной дороге, а также Крымскому отделению Приднепровской железной дороги.
Водный
Основные водные артерии области — реки Днепр и Ингулец. Портами Чёрного моря являются Херсон и Скадовск.
Авиационный
Международный аэропорт «Херсон» расположен в 3 км от автомобильной трассы М-14 в с. Чернобаевка, Херсонской области. Аэропорт имеет взлётно-посадочную полосу длиной 2500 м и современный аэровокзальный комплекс, способный обслуживать до 100 пассажиров в час. Из аэропорта «Херсон» выполняются регулярные рейсы Херсон-Стамбул (Turkish Airlines) и Херсон-Киев (Борисполь) (Международные авиалинии Украины). Аэропорт имеет пункт таможенного и пограничного контроля. Аэропорт имеет возможность принимать пассажирские и грузовые самолёты типа Ту-154, Ил-76, Boeing, а также вертолёты любых классов.
В городе Скадовске располагался аэропорт Скадовск.

### Сельское хозяйство

Засеянные пшеницей поля. Типичный пейзаж в Херсонской области.

Херсонская область имеет значительный потенциал развития сельскохозяйственного производства, большие площади сельскохозяйственных угодий с плодородными землями (1968,4 тыс. га, в том числе 1770 тыс. га пашни) и значительной суммой эффективных температур. Это создаёт необходимые природные предпосылки для производства значительных объёмов растениеводческой и животноводческой продукции. Херсонская область — важный регион по выращиванию качественного продовольственного зерна озимой пшеницы, кукурузы, риса, подсолнечника. Регион имеет значительные площади орошаемых земель, что позволяет выращивать овощебахчевые культуры и виноград. Научное обеспечение ведения эффективного земледелия на орошаемых и неполивных землях обеспечивает Институт орошаемого земледелия НААН.
Наличие развитой перерабатывающей промышленности позволяет перерабатывать произведённую продукцию непосредственно в области, тем самым снижая затраты на её транспортировку и предотвращая отток доходов в другие регионы.
Выгодное географическое положение, относительная близость важных рынков стран СНГ и Ближнего Востока позволяет Херсонской области экспортировать значительные объёмы производимой сельскохозяйственной продукции. Потенциально область имеет возможность выращивать ежегодно не менее 2 млн тонн продовольственного зерна, 1 млн тонн овощебахчевой продукции, 35 тыс. тонн риса, 100 тыс. тонн плодов, 50 тыс. тонн винограда и много другой продукции.
На территории области расположен биосферный заповедник Аскания-Нова.

## Награды
- Орден Ленина (11 февраля 1967 года)[81].